# Valverde del Fresno (kommun)
Valverde del Fresno är en kommun i Spanien.   Den ligger i provinsen Provincia de Cáceres och regionen Extremadura, i den västra delen av landet, 280 km väster om huvudstaden Madrid. Antalet invånare är 2 454.